# 阿维特索特尔 (神话)
阿维特索特尔（Ahuizotl）是阿兹特克神话中的食人水怪，半人半猴，尾部长有一只手，用于攫取水边的人，尤其喜食人的眼、齿和指甲。有时会用自己的哭声把人引到水边，将人抓住。中国民间传说中一种潜伏水中的怪物，即“水鬼”，俗称“水猴”，遍体长毛，红目黑面，据说是溺死水中的人的冤魂所化类似伥鬼的鬼怪，必须以溺毙一人来代替，入水力大无比，上岸则无缚鸡之力，常变化各种物体于水中吸引人靠近，乘机将人拖入水中吸取人血，最后淹死。